# Lorgio (nombre)
Lorgio (Lorgius en latín) es un nombre propio de origen incierto. Lo único que se sabe del nombre es que aparece en el Martirologio romano como muerto en Cesarea de Capadocia (actualmente Kayseri, en Turquía) el 2 de marzo juntos con los mártires Lucio y Asalon, en algún año del siglo II. 

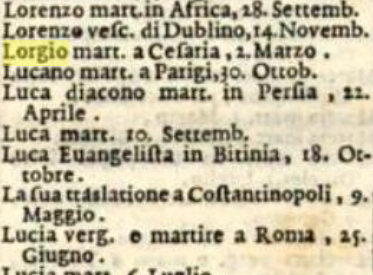
Captura del Martirologio Romano edición del Papa Clemente XI, remarcado el nombre de Lorgio, incluye otros nombres de mártires

## Martirologio Romano
En el Martirologio Romano del Papa Gregorio XIII aparece el nombre de Lorgio junto al de otros mártires muertos el mismo día: "In Cesaria di Capadocia i Santi Martiri Lucio Vescovo, Absalone, e Lorgio." En la traducción al castellano de Agustín Alvarez Pato y Castrillon de la versión corregida del Papa Benedicto XIV aparece como: "En Cesarea de Capadocia los Santos Mártires Lucio Obispo, Asalon, y Lorgio.

### Confusión con otros nombres
El parecido con otros nombres como Giorgio o Gordio ha llevado a especular que sean el mismo, sin embargo no hay ninguna prueba de ello.

### Personajes llamados Lorgio
- Lorgio Vaca, muralista y pintor boliviano
- Lorgio Álvarez, exfutbolista bolviano
- Lorgio Suárez, futbolista boliviano